# St.-Georgs-Kirche Gächingen

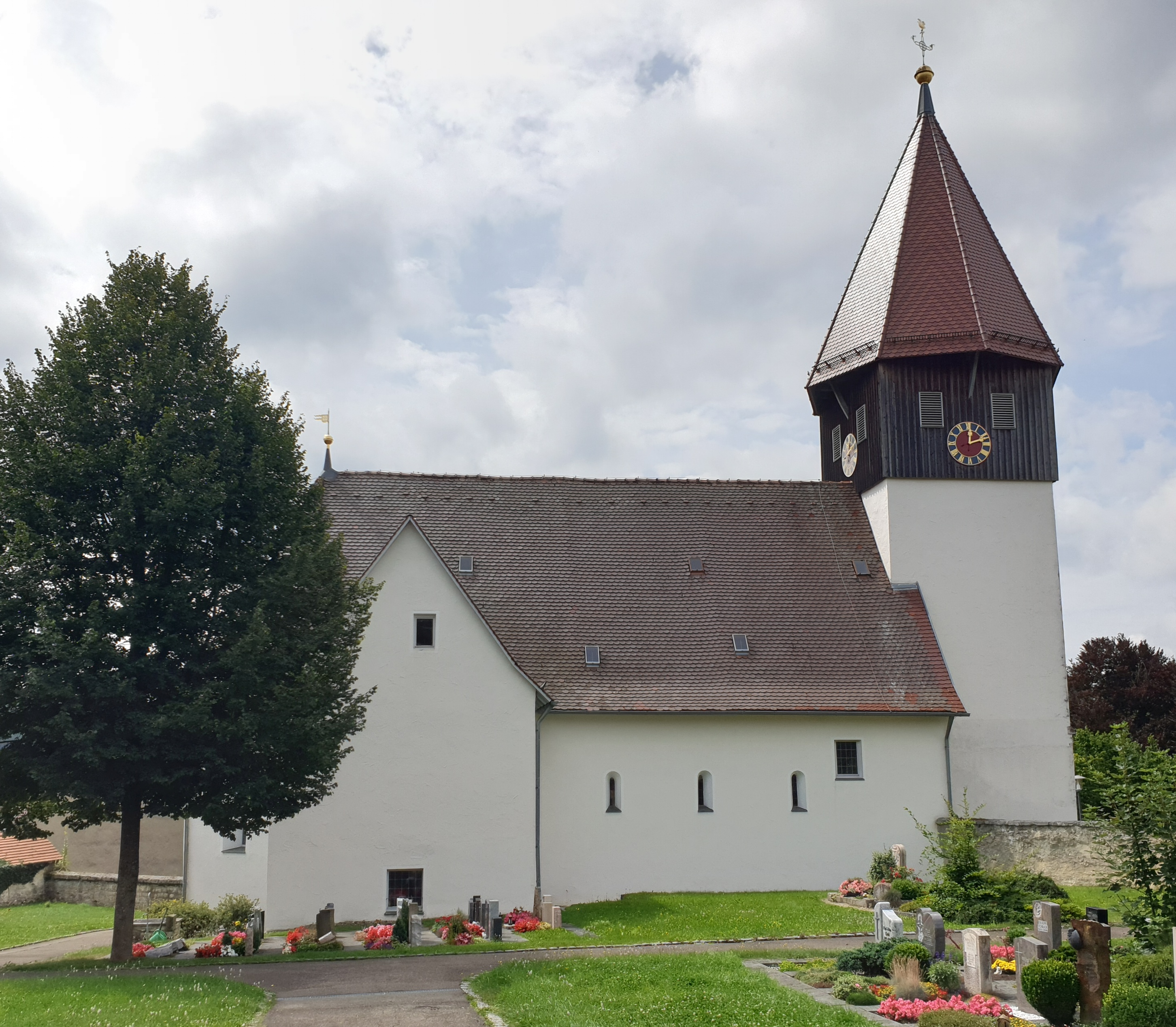
St.-Georgs-Kirche, 2024

Die Evangelische St.-Georgs-Kirche Gächingen ist eine Wehrkirche im Kirchenbezirk Bad Urach der Evangelischen Landeskirche in Württemberg. Sie liegt im Ortsteil Gächingen der Gemeinde St. Johann im Landkreis Reutlingen.

## Geschichte
Bei Baumaßnahmen wurden die Fundamente einer karolingischen Holzkapelle aus dem 8. bis 9. Jahrhundert im Kirchenboden freigelegt. Auch bis heute sichtbare Elemente der Kirche reichen teilweise ins 11. Jahrhundert zurück: Teile der romanischen Nordwand und der romanische Turm stammen aus dieser Zeit, ebenso Reste von Fresken hinter der Orgel.

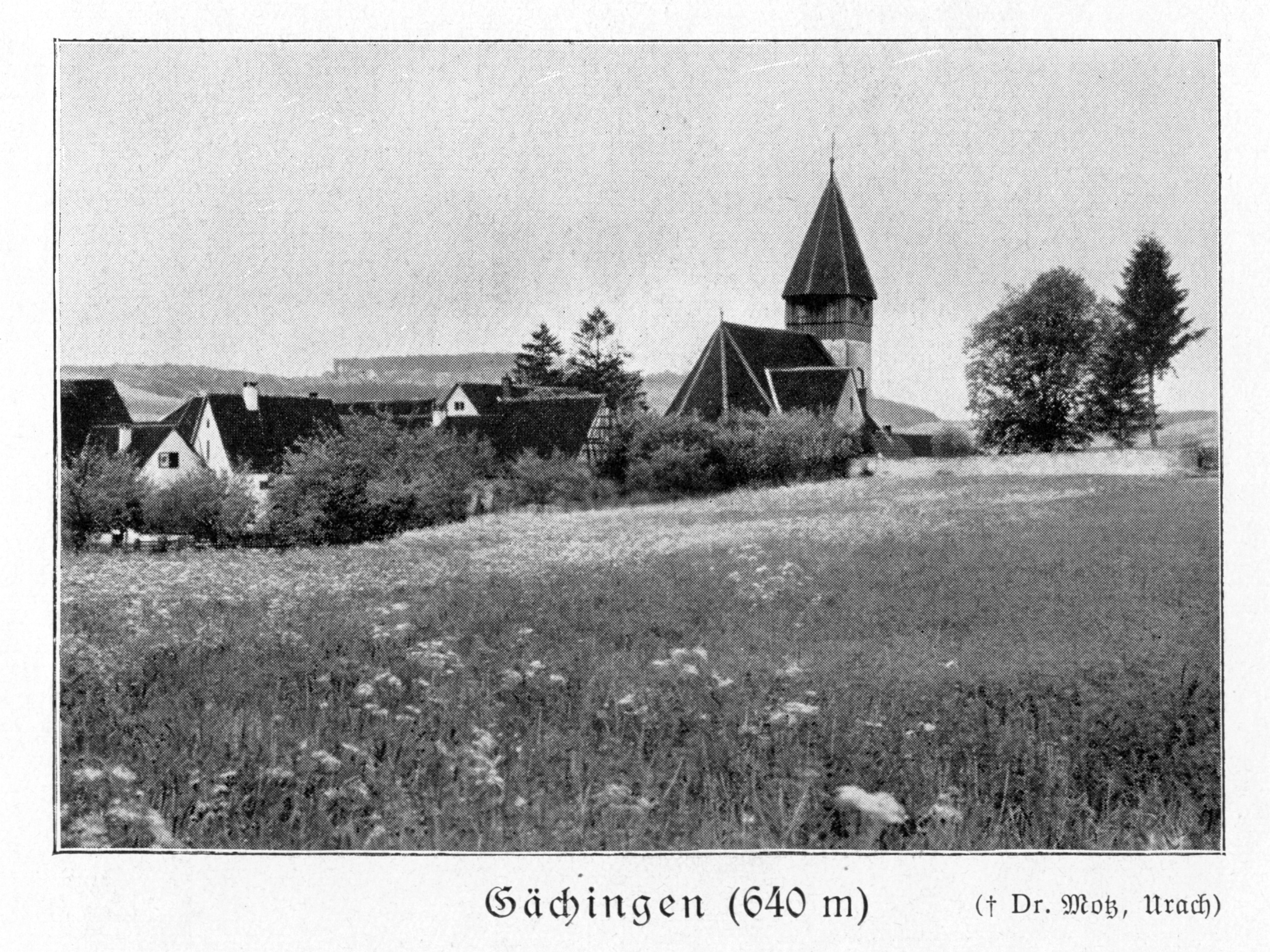
Die Gächinger St.-Georgs-Kirche ca. 1905

Die St.-Georgs-Kirche wurde als Wehrkirche errichtet. Die Kirche und große Teile des zugehörigen Friedhofs sind bis heute von einer Umfassungsmauer umschlossen. Die Fenster der Nordwand sind noch als Schießscharten erkennbar.
Gächingen war in der Zeit der Christianisierung der Schwäbischen Alb der zentrale Ort (Urpfarrei) für die umliegenden Dörfer. Mit der Georgskirche wurde die erste Kirche des Kirchspiels errichtet und der Pfarrer war für die Dörfer von Sirchingen bis Kohlstetten und von Steingebron bis Bleichstetten zuständig.
Die jetzige Größe und Gestalt bekam die Kirche durch einen Anbau in den Anfängen des Dreißigjährigen Kriegs. In diese Zeit fällt auch das Basisjahr für die heutige Kirche, das mit dem Jahr 1619 angegeben wird. Dieses Datum findet sich auf einem Torbogen über dem Haupteingang.
1954 wurde an der Georgskirche von Helmuth Rilling die heute in Stuttgart beheimatete und weltweit bekannte Gächinger Kantorei gegründet.
Die letzte Renovierung des Innenraums erfolgte 2009. Die Kirche hat 240 Sitzplätze.

## Gemeinde
Die Evangelische Gemeinde Gächingen besitzt ein eigenes Pfarramt, welches auch für den Nachbarort Lonsingen zuständig ist.